# Witold Nowodworski (historyk)
Witold Nowodworski (ur. 1907 w Nieżynie, zm. 3 września 1978 w Lublinie) – polski historyk, bibliotekarz, wicedyrektor Biblioteki Katolickiego Uniwersytetu Lubelskiego w Lublinie.

## Życiorys
Był synem historyka Witolda Nowodworskiego, docenta Uniwersytetu w Petersburgu. Ukończył Gimnazjum im. Zygmunta Augusta w Wilnie, następnie historię na Uniwersytecie Wileńskim pod kierunkiem Stanisława Kościałkowskiego (mgr w 1932 - Lata uniwersyteckie Joachima Lelewela 1804-1808). Po studiach pracował do sierpnia 1939 roku w Bibliotece Uniwersyteckiej w Wilnie. W okresie okupacji był zaangażowany w wileńską AK. Następnie został wcielony do Wojska Polskiego. Był ranny w bitwie o Kołobrzeg. W 1945 roku podjął pracę w Instytucie Bałtyckim w Bydgoszczy, w charakterze bibliotekarza. W latach 1948–1949 był kustoszem w Państwowym Instytucie Książki w Łodzi. Od października 1949 roku do przejścia na emeryturę w 1973 był pracownikiem Biblioteki KUL. Doktorat zrobił w 1960 na UŁ (Bibliograficznych ksiąg dwoje Joachima Lelewela). W latach 1949–1950 pełnił obowiązki dyrektora Biblioteki KUL. Przyczynił się do powstania i rozwoju Oddziału Informacji Naukowej i Bibliograficznej oraz kierował Oddziałem Prac Naukowych i Dydaktycznych. W latach 1971–1976 był wicedyrektorem tej placówki. Jego zainteresowania naukowe dotyczyły teorii bibliografii.
Jego wnuczką jest Agnieszka Kijewska, profesor KUL, historyk filozofii starożytnej i średniowiecznej.

## Wybrane publikacje
- Szkolnictwo bibliotekarskie i księgarskie, Łódź: Państwowy Instytut Książki 1949.
- "Bibliograficznych ksiąg dwoje" Joachima Lelewela. Studium historyczno-bibliograficzne na tle epoki, Wrocław: Zakład Narodowy im. Ossolińskich 1959.
- Katalog czasopism lubelskich, oprac. Halina Wolska, przy współudziale zespołu red. Marii Gawareckiej, Zofii Jasińskiej, Witolda Nowodworskiego, Lublin: Wojewódzka i Miejska Biblioteka Publiczna im. H. Łopacińskiego w Lublinie 1974.
- Katalog obcojęzycznych czasopism i wydawnictw zbiorowych Biblioteki Uniwersyteckiej KUL [Katolickiego Uniwersytetu Lubelskiego]. z. 1-4, A-Ż. cz. 1, Uzupełnienia do tytułów opublikowanych A-N. cz. 2, Uzupełnienia do tytułów opublikowanych O-Ż, sporządził zespół pracowników Oddziału Czasopism pod red. Witolda Nowodworskiego, Lublin: TN KUL, 1968-1978.